# North American F-82
Die F-82 Twin Mustang (ursprünglich P-82) war ein zweimotoriges Langstreckenbegleitjagd- und Nachtjagdflugzeug des US-amerikanischen Herstellers North American Aviation in Doppelrumpf-Bauweise.

## Entwicklung
Die F-82 bestand aus zwei modifizierten und gestreckten Rümpfen der P-51H, die mit einem neuen Mittelflügel und einem gemeinsamen Leitwerk verbunden wurden. Die Modifikationen waren derart umfangreich, dass die F-82 in der Fachliteratur teilweise als Neukonstruktion beurteilt wird. Die Maschine behielt beide Cockpits und konnte bei den ersten 22 hergestellten Maschinen (zwei XP-82 und zwanzig der B-Serie) auch von beiden Piloten gesteuert werden. Alle weiteren Exemplare besaßen Steuereinrichtungen nur im rechten Cockpit. Die ersten Maschinen wurden im Januar 1946 in Dienst gestellt.
Die ersten zwei Prototypen behielten noch ihre Merlin-Motoren von Packard, der dritte Prototyp und die Serienmaschinen erhielten Allison-V-1710-Motoren. Die Propeller der Maschinen drehten gegenläufig.
Ursprünglich als Begleitjäger vorgesehen (B- und E-Version), wurde sie mit Radar (APS-4 bei D- und F-Version; SCR-720 bei C- und G-Version) auch als Nachtjäger eingesetzt.
Ein F-82-Nachtjäger schoss am 27. Juni 1950 während des Koreakriegs eine nordkoreanische Jakowlew Jak-11 nahe Seoul ab.
Im Korea-Krieg verlor die USAF 17 F-82, davon 11 im Einsatz. Die Einsatzverluste teilen sich wie folgt auf: 4 durch Flak, 4 durch Flugunfälle und drei Flugzeuge wurden vermisst. Im Februar 1952 wurde die F-82 aus dem Kampfeinsatz zurückgezogen.

## Versionen

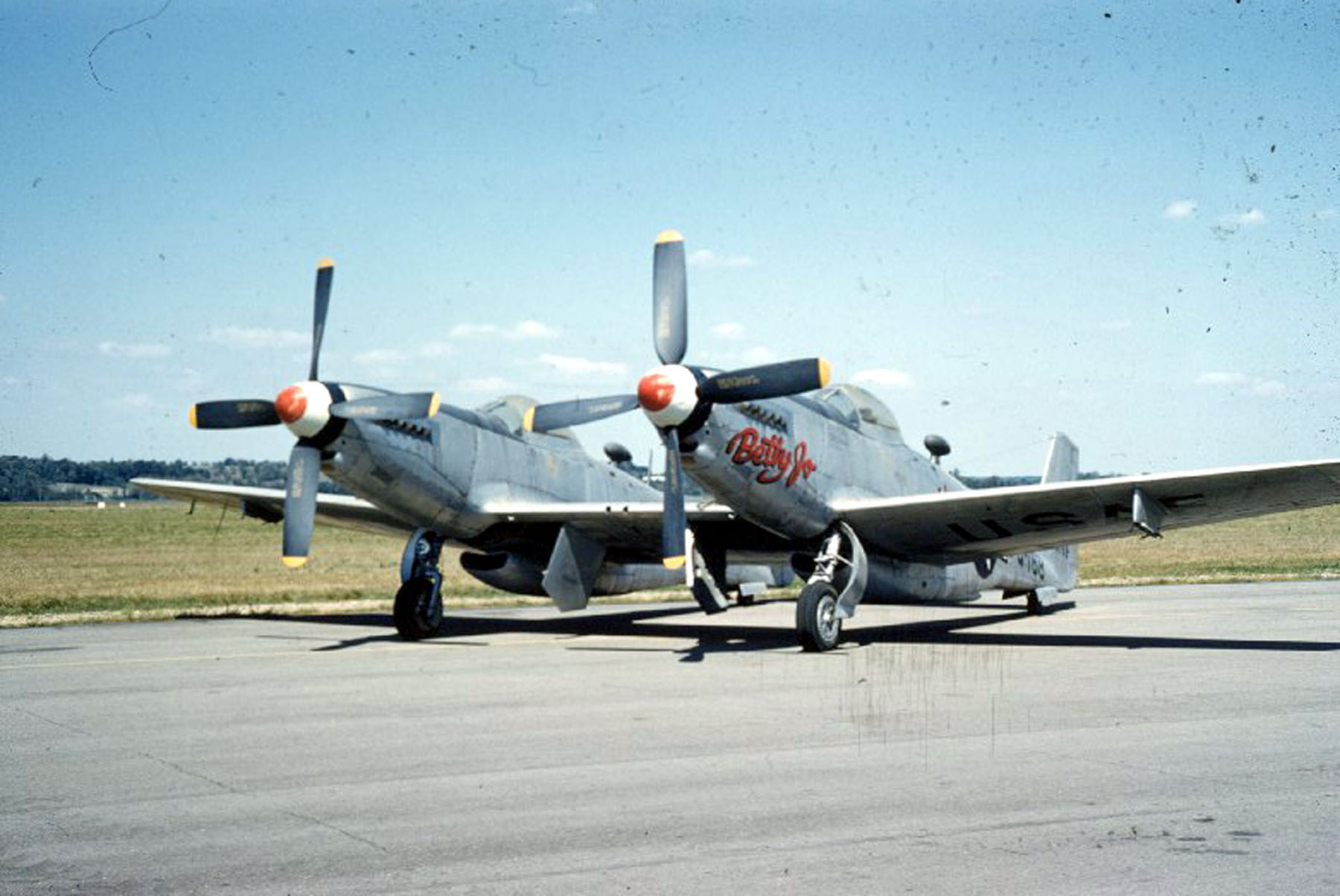
F-82B Twin Mustang

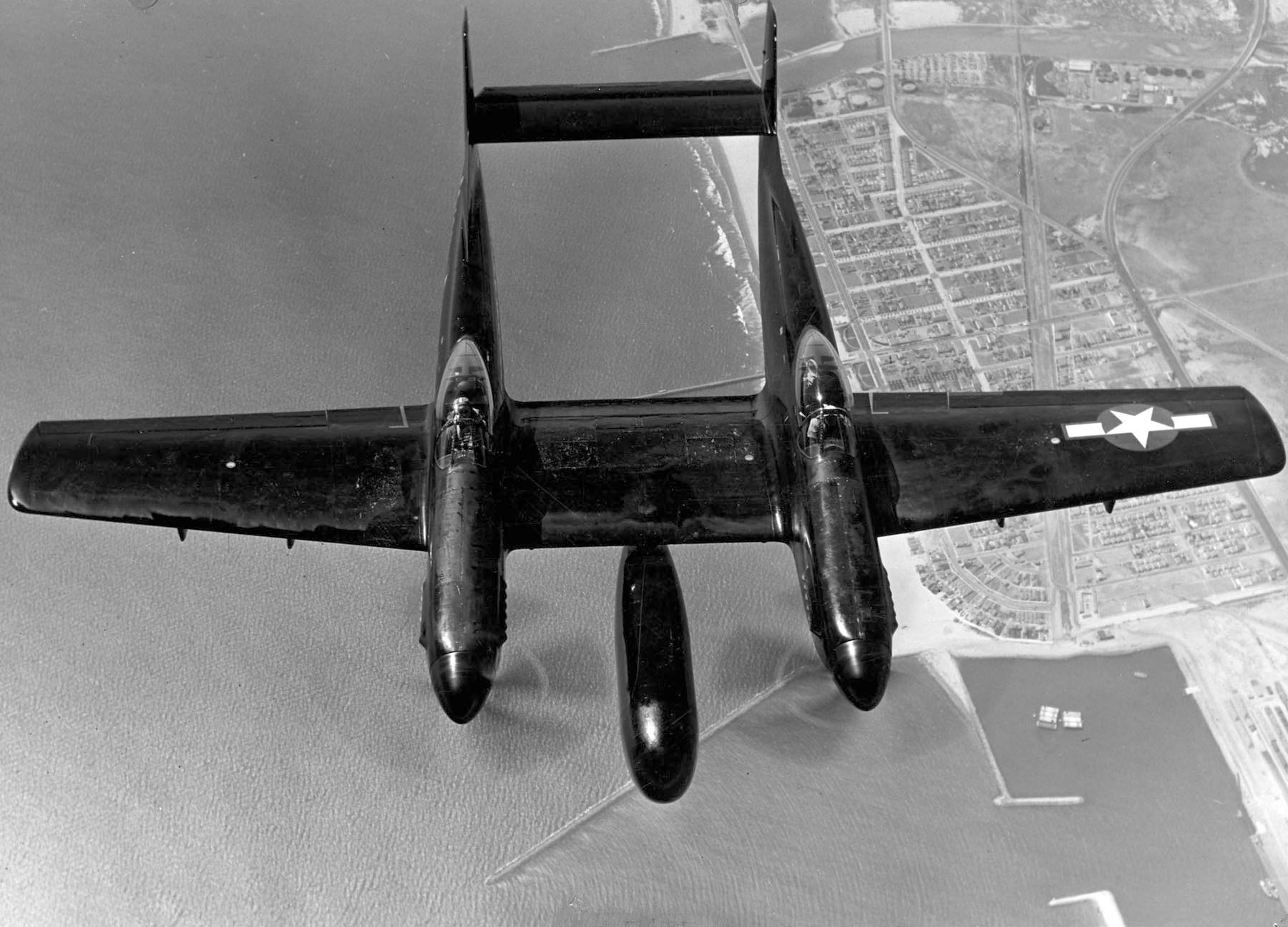
F-82C Nachtjäger

(1948 wurde die P-82 in F-82 umbenannt)
XF-82 (Werksbezeichnung NA.120)
Prototyp mit Packard-V-1650-23/-25-Motoren, zwei gebaut
XF-82A
Prototyp mit Allison-V-1710-119-Motoren, eine gebaut
F-82A
F-82E, die nur zu Motorentests verwendet wurden, vier gebaut
F-82B (NA.123)
Serienversion der XF-82 mit Allison-Motoren und Unterflügelstationen, 19 gebaut, 480 storniert. Das Flugzeug „Betty Joe“ flog am 27. Februar 1947 mit  Robert E. Thacker am Steuer nonstop von Hickam Field auf Oʻahu in Hawaii nach New York auf den Flughafen La Guardia. Er und sein Kopilot John Ard flogen die über 8.000 Kilometer in 14 Stunden und 32 Minuten, die Durchschnittsgeschwindigkeit betrug annähernd 560 km/h.
F-82C
eine mit SCR-720-Radar unter dem Mittelflügel umgebaute F-82B
F-82D
eine mit APS-4-Radar unter dem Mittelflügel umgebaute F-82B
F-82E (NA.144)
Tagjäger mit gegenläufigen Allison-V-1710-143- und V-1710-145-Motoren, 96 gebaut
F-82F (NA.149)
Nachtjäger-Serienversion der F-82C mit AN/APG-28-Radar unter dem Mittelflügel, 91 gebaut
F-82G (NA.150)
Nachtjäger-Serienversion der F-82D mit SCR-720C-Radar unter dem Mittelflügel, 45 gebaut, außerdem wurden neun F-82F umgebaut
F-82H
F-82F/G mit Winterausrüstung, 14 umgerüstet

## Produktion
Abnahme der P-82/F-82 durch die USAAF/USAF:
| Version | 1945 | 1946 | 1947 | 1948 | 1949 | SUMME |
| ------- | ---- | ---- | ---- | ---- | ---- | ----- |
| XP-82   | 2    |      |      |      |      | 2     |
| P-82A   |      |      | 4    |      |      | 4     |
| P-82B   |      | 19   |      |      |      | 19    |
| F-82E   |      |      |      | 96   |      | 96    |
| F-82F   |      |      |      | 91   |      | 91    |
| F-82G   |      |      |      | 43   | 2    | 45    |
| F-82H   |      |      |      |      | 14   | 14    |
| SUMME   | 2    | 19   | 4    | 230  | 16   | 271   |

## Technische Daten

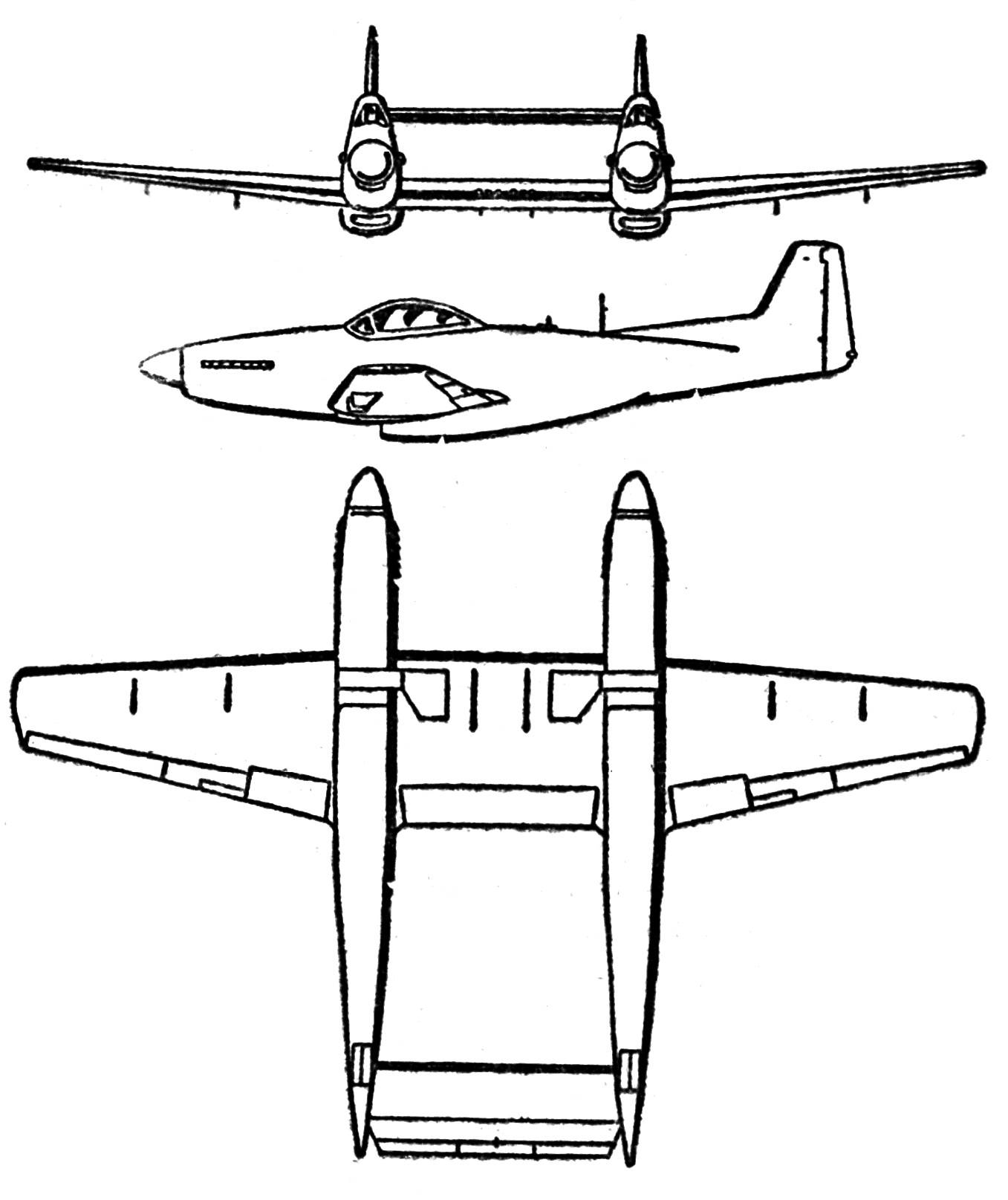
Dreiseitenansicht

| Kenngröße             | Daten                                                        |
| --------------------- | ------------------------------------------------------------ |
| Besatzung             | 2                                                            |
| Länge                 | 12,93 m                                                      |
| Spannweite            | 15,62 m                                                      |
| Höhe                  | 4,22 m                                                       |
| Flügelfläche          | 37,90 m²                                                     |
| Flügelstreckung       | 6,44                                                         |
| Leermasse             | 7271 kg                                                      |
| max. Startmasse       | 11.632 kg                                                    |
| Triebwerk             | 2 × Allison-V-1710-143/145 mit je 1.193 kW (1.622 PS)        |
| Höchstgeschwindigkeit | 742 km/h                                                     |
| Reichweite            | 3605 km                                                      |
| Dienstgipfelhöhe      | 11.855 m                                                     |
| Bewaffnung            | 6 × 12,7-mm-Maschinengewehre Browning M3, ca. 1800 kg Bomben |